# Usabilidad inducida
La usabilidad inducida consiste en la inserción de gráficos superpuestos durante la navegación web, con el objetivo de fomentar la realización de ciertas acciones y orientar a los usuarios para que visualicen los contenidos clave de la página web, facilitando la usabilidad.
Como parte de las técnicas de usabilidad, la usabilidad inducida contribuye a mejorar la conversión de los proyectos web. Igualmente, complementa las técnicas de inducibilidad más habituales para canalizar el recorrido de los usuarios a través de las páginas.
La aplicación más común de la usabilidad inducida se ejecuta mostrando un dibujo a mano alzada, representando un círculo o una flecha y que remarca el próximo clic a realizar por el usuario. Este elemento gráfico se mostrará una vez que la carga de la web se haya completado. Como complemento al elemento gráfico, se puede emplear una llamada a la acción en forma de texto.

## Principios de aplicación
La usabilidad inducida debe seguir varios principios:
- El número de elementos gráficos mostrados debe ser muy reducido durante la visita del usuario
- Los elementos usados no deben entorpecer la navegación o la lectura de los contenidos ni impedir al usuario realizar otra acción distinta a la resaltada
- No deben emplearse efectos molestos visualmente para el usuario como pueden ser los parpadeos

## Pasos para la implementación
Para implementar acciones de usabilidad inducida se deben seguir los siguientes pasos:
1. Definir el objetivo de la acción
2. Definir la llamada a la acción con un mensaje claro y directo que no excederá de los 30 caracteres
3. Programar la secuencia:

- Carga de la página
- Aparición del elemento gráfico
- Aparición de la llamada a la acción
- Desaparición de los componentes emergentes

1. La carga de los elementos de Usabilidad Inducida, se realiza entre 3 y 5 segundos después de la finalización de la carga de la web.
2. El tiempo de exposición será de entre 2 y 4 segundos. Una vez transcurrido este periodo, los elementos desaparecerán
3. Las acciones de usabilidad inducida no se mostraran siempre, el sistema identifica al usuario mediante cookies cuándo mostrarse. No se muestra dos veces las misma acción a un único usuario
4. Las acciones deben revisar periódicamente para adaptarse a la evolución de la web.
5. Los datos de navegación aportados por las herramientas de analítica web son una buena fuente de información para orientar las nuevas acciones de usabilidad inducida que se pretendan emprender.

- Datos: Q5685980